# Ga Daemosan
Ga Daemosan là ga trên Tuyến Bundang, một tuyến đường sắt dịch vụ của Korail.

## Bố trí ga
| ↑ Gaepo-dong |
| \| １        |
| Suseo ↓      |

| １ | ●Tuyến Suin–Bundang |   | Hướng đi Incheon →     |
| ２ | ●Tuyến Suin–Bundang | ← | Hướng đi Cheongnyangni |